# Stelian Mateescu
Stelian Mateescu (n. 1903, Craiova – d. 1976, București) a fost un scriitor și filozof român, coleg de generație cu Mircea Vulcănescu, elev al lui Nae Ionescu.
După absolvirea Facultății de Filosofie și Litere din București (promoția 1924-1925), a urmat studii la Paris în vederea susținerii doctoratului în filosofie.
Student fiind, Stelian Mateescu era poreclit de colegi „micul Kant”. Aceștia vorbeau de el ca de un fenomen, un al doilea Pico della Mirandola, de care se temeau profesorii.
A fondat Societatea de Estetică (1925-1928) și a colaborat la Gândirea, Contimporanul, Cuvântul și Vremea.

## Scrieri
- Directiva Absolutului, tipărită în colecția „Studii capitale pentru orientarea în veac”, Monitorul Oficial și Imprimeriile Statului, Imprimeria Centrală, București, 1933. (În volum este reprodus și articolul „Metafizica laică și Metafizica Sfinților”, publicat în 1930 în revista Gândirea).[2]